# Bóng rổ tại Thế vận hội Mùa hè 2024 – Giải đấu Nam
Giải đấu bóng rổ nam 5x5 tại Thế vận hội Mùa hè 2024 là lần tổ chức thứ 21 của nội dung thi đấu bóng rổ dành cho nam tại Thế vận hội Mùa hè. Giải được tổ chức từ ngày 27 tháng 7 đến ngày 10 tháng 8 năm 2024. Các trận đấu của vòng sơ loại diễn ra trên Sân vận động Pierre-Mauroy ở Lille. Đối với giai đoạn cuối của giải đấu, các trận đấu được diễn ra ở nhà thi đấu thể thao Accor Arena (hay còn được gọi là Bercy Arena do một vài điều luật của Ủy ban Olympic Quốc tế không cho phép các địa điểm tổ chức Thế vận hội được đặt theo tên của các nhà tài trợ) ở Paris.
Đội tuyển Hoa Kỳ vẫn giữ vững phong độ và đã giành chiến thắng với tỉ số 98–87 trong trận chung kết trước đội tuyển Pháp và đem về cho mình tấm huy chương vàng Thế vận hội lần thứ mười bảy. Đội tuyển Serbia đã giành chiến thắng với tỉ số 93–83 trong trận tranh huy chương đồng trước đội tuyển Đức, giành về cho mình tấm huy chương đồng, đây là tấm huy chương đồng đầu tiên và cũng là tấm huy chương thứ hai của họ ở bộ môn bóng rổ tại Thế vận hội.

## Lịch thi đấu
Lịch trình của giải đấu như sau.
| G | Vòng bảng | ¼ | Tứ kết | ½ | Bán kết | B | Tranh huy chương đồng | F | Tranh huy chương vàng |

| Thứ 7 27/7 | CN 28/7 | Thứ 2 29/7 | Thứ 3 30/7 | Thứ 4 31/7 | Thứ 5 1/8 | Thứ 6 2/8 | Thứ 7 3/8 | CN 4/8 | Thứ 2 5/8 | Thứ 3 6/8 | Thứ 4 7/8 | Thứ 5 8/8 | Thứ 6 9/8 | Thứ 7 10/8 | Thứ 7 10/8 |
| ---------- | ------- | ---------- | ---------- | ---------- | --------- | --------- | --------- | ------ | --------- | --------- | --------- | --------- | --------- | ---------- | ---------- |
| G          | G       |            | G          | G          |           | G         | G         |        |           | ¼         |           | ½         |           | B          | F          |

## Các đội tuyển vượt qua vòng loại
| Quá trình vòng loại                        | Quá trình vòng loại                        | Ngày diễn ra                     | Địa điểm               | Số suất tham dự | Các đội tuyển vượt qua vòng loại |
| ------------------------------------------ | ------------------------------------------ | -------------------------------- | ---------------------- | --------------- | -------------------------------- |
| Quốc gia chủ nhà                           | Quốc gia chủ nhà                           | —                                | —                      | 1               | Pháp                             |
| Giải vô địch bóng rổ thế giới 2023         | Châu Phi                                   | 25 tháng 8 – 10 tháng 9 năm 2023 | Manila Okinawa Jakarta | 1               | Nam Sudan                        |
| Giải vô địch bóng rổ thế giới 2023         | Châu Mỹ                                    | 25 tháng 8 – 10 tháng 9 năm 2023 | Manila Okinawa Jakarta | 2               | Canada                           |
| Giải vô địch bóng rổ thế giới 2023         | Châu Mỹ                                    | 25 tháng 8 – 10 tháng 9 năm 2023 | Manila Okinawa Jakarta | 2               | Hoa Kỳ                           |
| Giải vô địch bóng rổ thế giới 2023         | Châu Á                                     | 25 tháng 8 – 10 tháng 9 năm 2023 | Manila Okinawa Jakarta | 1               | Nhật Bản                         |
| Giải vô địch bóng rổ thế giới 2023         | Châu Âu                                    | 25 tháng 8 – 10 tháng 9 năm 2023 | Manila Okinawa Jakarta | 2               | Đức                              |
| Giải vô địch bóng rổ thế giới 2023         | Châu Âu                                    | 25 tháng 8 – 10 tháng 9 năm 2023 | Manila Okinawa Jakarta | 2               | Serbia                           |
| Giải vô địch bóng rổ thế giới 2023         | Châu Đại Dương                             | 25 tháng 8 – 10 tháng 9 năm 2023 | Manila Okinawa Jakarta | 1               | Úc                               |
| Giải đấu vòng loại Thế vận hội Mùa hè 2024 | Giải đấu vòng loại Thế vận hội Mùa hè 2024 | 2–7 tháng 7 năm 2024             | Valencia               | 1               | Tây Ban Nha                      |
| Giải đấu vòng loại Thế vận hội Mùa hè 2024 | Giải đấu vòng loại Thế vận hội Mùa hè 2024 | 2–7 tháng 7 năm 2024             | Riga                   | 1               | Brasil                           |
| Giải đấu vòng loại Thế vận hội Mùa hè 2024 | Giải đấu vòng loại Thế vận hội Mùa hè 2024 | 2–7 tháng 7 năm 2024             | Piraeus                | 1               | Hy Lạp                           |
| Giải đấu vòng loại Thế vận hội Mùa hè 2024 | Giải đấu vòng loại Thế vận hội Mùa hè 2024 | 2–7 tháng 7 năm 2024             | San Juan               | 1               | Puerto Rico                      |
| Tổng số đội tham dự                        | Tổng số đội tham dự                        | Tổng số đội tham dự              | Tổng số đội tham dự    | 12              |                                  |

## Đội hình
Mỗi đội bao gồm 12 vận động viên.

## Bốc thăm
Lễ bốc thăm được tổ chức vào ngày 19 tháng 3 năm 2024.
12 đội tuyển được chia thành bốn nhóm, mỗi nhóm gồm ba đội dựa vào thứ hạng của họ trên Bảng xếp hạng bóng rổ FIBA. Ba bảng đấu được hình thành bằng cách bốc thăm một đội từ mỗi nhóm. Hai đội từ cùng một châu lục không thể nằm trong cùng một bảng, ngoại trừ các đội châu Âu, trong đó mỗi nhóm phải có ít nhất hai và tối đa ba đội châu Âu.
Vì mục đích phát sóng, đương kim vô địch Hoa Kỳ được xếp vào Bảng C, trong khi chủ nhà Pháp chỉ có thể được xếp vào Bảng A hoặc B.

### Hạt giống
Nhóm hạt giống được công bố vào ngày 15 tháng 3 năm 2024. Vì bốn đội giành chiến thắng ở Vòng loại Bóng rổ tại Thế vận hội Mùa hè 2024 – Giải đấu Nam (OQT) vẫn chưa được xác định vào thời điểm bốc thăm, nên họ được gán vào các vị trí tạm thời. Mỗi vị trí tạm thời này được phân loại dựa trên đội có thứ hạng cao nhất trong mỗi giải đấu.
| Nhóm 1                           | Nhóm 2                     | Nhóm 3                            | Nhóm 4                              |
| -------------------------------- | -------------------------- | --------------------------------- | ----------------------------------- |
| Hoa Kỳ · Tây Ban Nha (ESP) · Đức | Serbia · Úc · Brasil (LAT) | Canada · Pháp · Puerto Rico (PUR) | Hy Lạp (GRE) · Nhật Bản · Nam Sudan |

Ghi chú
1. 1 2 3 4  Bốn đội giành chiến thắng ở Vòng loại Bóng rổ tại Thế vận hội Mùa hè 2024 – Giải đấu Nam (OQT) được gán vào các vị trí tạm thời tại thời điểm bốc thăm.

## Trọng tài
30 trọng tài sau đây đã được chọn để điều hành giải đấu.
- Juan Fernández
- James Boyer
- Ademir Zurapović
- Matthew Kallio
- Maripier Malo
- Martin Vulić
- Maj Forsberg
- Carlos Peralta
- Yohan Rosso
- Péter Praksch
- Takaki Kato
- Yevgeniy Mikheyev
- Mārtiņš Kozlovskis
- Gatis Saliņš
- Rabah Noujaim
- Yann Davidson
- Omar Bermúdez
- Viola Györgyi
- Julio Anaya
- Wojciech Liszka
- Johnny Batista
- Roberto Vázquez
- Boris Krejić
- Luis Castillo
- Ariadna Chueca
- Antonio Conde
- Andrés Bartel
- Amy Bonner
- Blanca Burns
- Jenna Reneau

## Vòng sơ loại

### Bảng A
| VT | Đội         | ST | T | B | ĐT  | ĐB  | HS  | Đ | Giành quyền tham dự |
| -- | ----------- | -- | - | - | --- | --- | --- | - | ------------------- |
| 1  | Canada      | 3  | 3 | 0 | 267 | 247 | +20 | 6 | Tứ kết              |
| 2  | Úc          | 3  | 1 | 2 | 246 | 250 | −4  | 4 | Tứ kết              |
| 3  | Hy Lạp      | 3  | 1 | 2 | 233 | 241 | −8  | 4 | Tứ kết              |
| 4  | Tây Ban Nha | 3  | 1 | 2 | 249 | 257 | −8  | 4 |                     |

1. 1 2 3  Úc 3 Điểm, +6 HS; Hy Lạp 3 Điểm, −1 HS; Tây Ban Nha 3 Điểm, −5 HS.

| 27 tháng 7 năm 2024 11:00 | Chi tiết | Úc                                                              | 92–80 | Tây Ban Nha                                                  |  | Sân vận động Pierre-Mauroy, Lille Số khán giả: 26,991 Trọng tài: Gatis Saliņš (LAT), Omar Bermúdez (MEX), Juan Fernández (ARG) |
| 27 tháng 7 năm 2024 11:00 | Chi tiết | Điểm mỗi set: 31–21, 18–21, 20–18, 23–20                        |       |                                                              |  | Sân vận động Pierre-Mauroy, Lille Số khán giả: 26,991 Trọng tài: Gatis Saliņš (LAT), Omar Bermúdez (MEX), Juan Fernández (ARG) |
| 27 tháng 7 năm 2024 11:00 | Chi tiết | Điểm: Landale 20 Chụp bóng bật bảng: Landale 9 Hỗ trợ: Giddey 8 |       | Điểm: Aldama 27 Chụp bóng bật bảng: Garuba 7 Hỗ trợ: Brown 7 |  | Sân vận động Pierre-Mauroy, Lille Số khán giả: 26,991 Trọng tài: Gatis Saliņš (LAT), Omar Bermúdez (MEX), Juan Fernández (ARG) |

| 27 tháng 7 năm 2024 21:00 | Chi tiết | Hy Lạp                                                                   | 79–86 | Canada                                                                     |  | Sân vận động Pierre-Mauroy, Lille Số khán giả: 26,421 Trọng tài: Roberto Vázquez (PUR), Johnny Batista (PUR), Wojciech Liszka (POL) |
| 27 tháng 7 năm 2024 21:00 | Chi tiết | Điểm mỗi set: 22–26, 16–22, 22–20, 19–18                                 |       |                                                                            |  | Sân vận động Pierre-Mauroy, Lille Số khán giả: 26,421 Trọng tài: Roberto Vázquez (PUR), Johnny Batista (PUR), Wojciech Liszka (POL) |
| 27 tháng 7 năm 2024 21:00 | Chi tiết | Điểm: Antetokounmpo 34 Chụp bóng bật bảng: Mitoglou 8 Hỗ trợ: Calathes 7 |       | Điểm: Barrett 23 Chụp bóng bật bảng: Olynyk 6 Hỗ trợ: Gilgeous-Alexander 7 |  | Sân vận động Pierre-Mauroy, Lille Số khán giả: 26,421 Trọng tài: Roberto Vázquez (PUR), Johnny Batista (PUR), Wojciech Liszka (POL) |

| 30 tháng 7 năm 2024 11:00 | Chi tiết | Tây Ban Nha                                                    | 84–77 | Hy Lạp                                                                         |  | Sân vận động Pierre-Mauroy, Lille Số khán giả: 26,980 Trọng tài: Ademir Zurapović (BIH), Mārtiņš Kozlovskis (LAT), Julio Anaya (PAN) |
| 30 tháng 7 năm 2024 11:00 | Chi tiết | Điểm mỗi set: 21–22, 28–13, 13–21, 22–21                       |       |                                                                                |  | Sân vận động Pierre-Mauroy, Lille Số khán giả: 26,980 Trọng tài: Ademir Zurapović (BIH), Mārtiņš Kozlovskis (LAT), Julio Anaya (PAN) |
| 30 tháng 7 năm 2024 11:00 | Chi tiết | Điểm: Aldama 19 Chụp bóng bật bảng: Aldama 12 Hỗ trợ: Brown 10 |       | Điểm: Antetokounmpo 27 Chụp bóng bật bảng: Antetokounmpo 11 Hỗ trợ: Calathes 7 |  | Sân vận động Pierre-Mauroy, Lille Số khán giả: 26,980 Trọng tài: Ademir Zurapović (BIH), Mārtiņš Kozlovskis (LAT), Julio Anaya (PAN) |

| 30 tháng 7 năm 2024 13:30 | Chi tiết | Canada                                                                  | 93–83 | Úc                                                              |  | Sân vận động Pierre-Mauroy, Lille Số khán giả: 26,980 Trọng tài: Yohan Rosso (FRA), Johnny Batista (PUR), Takaki Kato (JPN) |
| 30 tháng 7 năm 2024 13:30 | Chi tiết | Điểm mỗi set: 26–28, 19–21, 27–21, 21–13                                |       |                                                                 |  | Sân vận động Pierre-Mauroy, Lille Số khán giả: 26,980 Trọng tài: Yohan Rosso (FRA), Johnny Batista (PUR), Takaki Kato (JPN) |
| 30 tháng 7 năm 2024 13:30 | Chi tiết | Điểm: Barrett 24 Chụp bóng bật bảng: Powell 9 Hỗ trợ: Barrett, Murray 5 |       | Điểm: Giddey 19 Chụp bóng bật bảng: Landale 12 Hỗ trợ: Giddey 6 |  | Sân vận động Pierre-Mauroy, Lille Số khán giả: 26,980 Trọng tài: Yohan Rosso (FRA), Johnny Batista (PUR), Takaki Kato (JPN) |

| 2 tháng 8 năm 2024 13:30 | Chi tiết | Úc                                                               | 71–77 | Hy Lạp                                                                        |  | Sân vận động Pierre-Mauroy, Lille Số khán giả: 26,850 Trọng tài: Roberto Vázquez (PUR), Mārtiņš Kozlovskis (LAT), Johnny Batista (PUR) |
| 2 tháng 8 năm 2024 13:30 | Chi tiết | Điểm mỗi set: 24–25, 12–28, 14–9, 21–15                          |       |                                                                               |  | Sân vận động Pierre-Mauroy, Lille Số khán giả: 26,850 Trọng tài: Roberto Vázquez (PUR), Mārtiņš Kozlovskis (LAT), Johnny Batista (PUR) |
| 2 tháng 8 năm 2024 13:30 | Chi tiết | Điểm: Landale 17 Chụp bóng bật bảng: Giddey 11 Hỗ trợ: Daniels 8 |       | Điểm: Antetokounmpo 20 Chụp bóng bật bảng: three players 7 Hỗ trợ: Calathes 8 |  | Sân vận động Pierre-Mauroy, Lille Số khán giả: 26,850 Trọng tài: Roberto Vázquez (PUR), Mārtiņš Kozlovskis (LAT), Johnny Batista (PUR) |

| 2 tháng 8 năm 2024 17:15 | Chi tiết | Canada                                                                            | 88–85 | Tây Ban Nha                                                             |  | Sân vận động Pierre-Mauroy, Lille Số khán giả: 26,133 Trọng tài: Ademir Zurapović (BIH), Julio Anaya (PAN), Gatis Saliņš (LAT) |
| 2 tháng 8 năm 2024 17:15 | Chi tiết | Điểm mỗi set: 19–19, 30–19, 15–18, 24–29                                          |       |                                                                         |  | Sân vận động Pierre-Mauroy, Lille Số khán giả: 26,133 Trọng tài: Ademir Zurapović (BIH), Julio Anaya (PAN), Gatis Saliņš (LAT) |
| 2 tháng 8 năm 2024 17:15 | Chi tiết | Điểm: Gilgeous-Alexander 20 Chụp bóng bật bảng: Brooks, Murray 4 Hỗ trợ: Murray 6 |       | Điểm: Brizuela 17 Chụp bóng bật bảng: Aldama 11 Hỗ trợ: three players 4 |  | Sân vận động Pierre-Mauroy, Lille Số khán giả: 26,133 Trọng tài: Ademir Zurapović (BIH), Julio Anaya (PAN), Gatis Saliņš (LAT) |

### Bảng B
| VT | Đội      | ST | T | B | ĐT  | ĐB  | HS  | Đ | Giành quyền tham dự |
| -- | -------- | -- | - | - | --- | --- | --- | - | ------------------- |
| 1  | Đức      | 3  | 3 | 0 | 268 | 221 | +47 | 6 | Tứ kết              |
| 2  | Pháp (H) | 3  | 2 | 1 | 243 | 241 | +2  | 5 | Tứ kết              |
| 3  | Brasil   | 3  | 1 | 2 | 241 | 248 | −7  | 4 | Tứ kết              |
| 4  | Nhật Bản | 3  | 0 | 3 | 251 | 293 | −42 | 3 |                     |

| 27 tháng 7 năm 2024 13:30 | Chi tiết | Đức                                                                | 97–77 | Nhật Bản                                                               |  | Sân vận động Pierre-Mauroy, Lille Số khán giả: 26,991 Trọng tài: Antonio Conde (ESP), Boris Krejić (SLO), Amy Bonner (USA) |
| 27 tháng 7 năm 2024 13:30 | Chi tiết | Điểm mỗi set: 28–21, 24–23, 22–17, 23–16                           |       |                                                                        |  | Sân vận động Pierre-Mauroy, Lille Số khán giả: 26,991 Trọng tài: Antonio Conde (ESP), Boris Krejić (SLO), Amy Bonner (USA) |
| 27 tháng 7 năm 2024 13:30 | Chi tiết | Điểm: F. Wagner 22 Chụp bóng bật bảng: Theis 7 Hỗ trợ: Schröder 12 |       | Điểm: Hachimura 20 Chụp bóng bật bảng: Hawkinson 11 Hỗ trợ: Kawamura 7 |  | Sân vận động Pierre-Mauroy, Lille Số khán giả: 26,991 Trọng tài: Antonio Conde (ESP), Boris Krejić (SLO), Amy Bonner (USA) |

| 27 tháng 7 năm 2024 17:15 | Chi tiết | Pháp                                                                         | 78–66 | Brasil                                                                      |  | Sân vận động Pierre-Mauroy, Lille Số khán giả: 26,766 Trọng tài: Matthew Kallio (CAN), Luis Castillo (ESP), Carlos Peralta (ECU) |
| 27 tháng 7 năm 2024 17:15 | Chi tiết | Điểm mỗi set: 15–23, 24–13, 18–9, 21–21                                      |       |                                                                             |  | Sân vận động Pierre-Mauroy, Lille Số khán giả: 26,766 Trọng tài: Matthew Kallio (CAN), Luis Castillo (ESP), Carlos Peralta (ECU) |
| 27 tháng 7 năm 2024 17:15 | Chi tiết | Điểm: Batum, Wembanyama 19 Chụp bóng bật bảng: Wembanyama 9 Hỗ trợ: Albicy 4 |       | Điểm: Felício, Meindl 14 Chụp bóng bật bảng: Felício 6 Hỗ trợ: Dos Santos 6 |  | Sân vận động Pierre-Mauroy, Lille Số khán giả: 26,766 Trọng tài: Matthew Kallio (CAN), Luis Castillo (ESP), Carlos Peralta (ECU) |

| 30 tháng 7 năm 2024 17:15 | Chi tiết | Nhật Bản                                                                       | 90–94 | Pháp                                                                             | OT | Sân vận động Pierre-Mauroy, Lille Số khán giả: 26,900 Trọng tài: Matthew Kallio (CAN), Wojciech Liszka (POL), Blanca Burns (USA) |
| 30 tháng 7 năm 2024 17:15 | Chi tiết | Điểm mỗi set: 25–32, 19–17, 20–20, 20–15, OT: 6–10                             |       |                                                                                  | OT | Sân vận động Pierre-Mauroy, Lille Số khán giả: 26,900 Trọng tài: Matthew Kallio (CAN), Wojciech Liszka (POL), Blanca Burns (USA) |
| 30 tháng 7 năm 2024 17:15 | Chi tiết | Điểm: Kawamura 29 Chụp bóng bật bảng: Hawkinson, Watanabe 8 Hỗ trợ: Kawamura 6 |       | Điểm: Wembanyama 18 Chụp bóng bật bảng: Gobert 15 Hỗ trợ: Fournier, Wembanyama 6 | OT | Sân vận động Pierre-Mauroy, Lille Số khán giả: 26,900 Trọng tài: Matthew Kallio (CAN), Wojciech Liszka (POL), Blanca Burns (USA) |

| 30 tháng 7 năm 2024 21:00 | Chi tiết | Brasil                                                                | 73–86 | Đức                                                                  |  | Sân vận động Pierre-Mauroy, Lille Số khán giả: 23,884 Trọng tài: Antonio Conde (ESP), Omar Bermúdez (MEX), Gatis Saliņš (LAT) |
| 30 tháng 7 năm 2024 21:00 | Chi tiết | Điểm mỗi set: 10–22, 30–18, 11–20, 22–26                              |       |                                                                      |  | Sân vận động Pierre-Mauroy, Lille Số khán giả: 23,884 Trọng tài: Antonio Conde (ESP), Omar Bermúdez (MEX), Gatis Saliņš (LAT) |
| 30 tháng 7 năm 2024 21:00 | Chi tiết | Điểm: Dos Santos 18 Chụp bóng bật bảng: Meindl 6 Hỗ trợ: Dos Santos 8 |       | Điểm: Schröder 20 Chụp bóng bật bảng: Voigtmann 8 Hỗ trợ: Schröder 6 |  | Sân vận động Pierre-Mauroy, Lille Số khán giả: 23,884 Trọng tài: Antonio Conde (ESP), Omar Bermúdez (MEX), Gatis Saliņš (LAT) |

| 2 tháng 8 năm 2024 11:00 | Chi tiết | Nhật Bản                                                                | 84–102 | Brasil                                                            |  | Sân vận động Pierre-Mauroy, Lille Số khán giả: 26,850 Trọng tài: Matthew Kallio (CAN), Boris Krejić (SLO), Wojciech Liszka (POL) |
| 2 tháng 8 năm 2024 11:00 | Chi tiết | Điểm mỗi set: 20–31, 24–24, 29–22, 11–25                                |        |                                                                   |  | Sân vận động Pierre-Mauroy, Lille Số khán giả: 26,850 Trọng tài: Matthew Kallio (CAN), Boris Krejić (SLO), Wojciech Liszka (POL) |
| 2 tháng 8 năm 2024 11:00 | Chi tiết | Điểm: Hawkinson 26 Chụp bóng bật bảng: Hawkinson 10 Hỗ trợ: Kawamura 10 |        | Điểm: Caboclo 33 Chụp bóng bật bảng: Caboclo 17 Hỗ trợ: Huertas 8 |  | Sân vận động Pierre-Mauroy, Lille Số khán giả: 26,850 Trọng tài: Matthew Kallio (CAN), Boris Krejić (SLO), Wojciech Liszka (POL) |

| 2 tháng 8 năm 2024 21:00 | Chi tiết | Pháp                                                                  | 71–85 | Đức                                                                         |  | Sân vận động Pierre-Mauroy, Lille Số khán giả: 26,860 Trọng tài: Antonio Conde (ESP), Juan Fernández (ARG), Andrés Bartel (URU) |
| 2 tháng 8 năm 2024 21:00 | Chi tiết | Điểm mỗi set: 18–24, 9–24, 19–21, 25–16                               |       |                                                                             |  | Sân vận động Pierre-Mauroy, Lille Số khán giả: 26,860 Trọng tài: Antonio Conde (ESP), Juan Fernández (ARG), Andrés Bartel (URU) |
| 2 tháng 8 năm 2024 21:00 | Chi tiết | Điểm: Wembanyama 14 Chụp bóng bật bảng: Wembanyama 12 Hỗ trợ: Batum 3 |       | Điểm: Schröder, F. Wagner 26 Chụp bóng bật bảng: Theis 8 Hỗ trợ: Schröder 9 |  | Sân vận động Pierre-Mauroy, Lille Số khán giả: 26,860 Trọng tài: Antonio Conde (ESP), Juan Fernández (ARG), Andrés Bartel (URU) |

### Bảng C
| VT | Đội         | ST | T | B | ĐT  | ĐB  | HS  | Đ | Giành quyền tham dự |
| -- | ----------- | -- | - | - | --- | --- | --- | - | ------------------- |
| 1  | Hoa Kỳ      | 3  | 3 | 0 | 317 | 253 | +64 | 6 | Tứ kết              |
| 2  | Serbia      | 3  | 2 | 1 | 287 | 261 | +26 | 5 | Tứ kết              |
| 3  | Nam Sudan   | 3  | 1 | 2 | 261 | 278 | −17 | 4 |                     |
| 4  | Puerto Rico | 3  | 0 | 3 | 228 | 301 | −73 | 3 |                     |

| 28 tháng 7 năm 2024 11:00 | Chi tiết | Nam Sudan                                                    | 90–79 | Puerto Rico                                                                   |  | Sân vận động Pierre-Mauroy, Lille Số khán giả: 27,021 Trọng tài: Ademir Zurapović (BIH), Takaki Kato (JPN), Martin Vulić (CRO) |
| 28 tháng 7 năm 2024 11:00 | Chi tiết | Điểm mỗi set: 20–28, 28–26, 23–15, 19–10                     |       |                                                                               |  | Sân vận động Pierre-Mauroy, Lille Số khán giả: 27,021 Trọng tài: Ademir Zurapović (BIH), Takaki Kato (JPN), Martin Vulić (CRO) |
| 28 tháng 7 năm 2024 11:00 | Chi tiết | Điểm: Jones 19 Chụp bóng bật bảng: Gabriel 9 Hỗ trợ: Jones 6 |       | Điểm: Alvarado 26 Chụp bóng bật bảng: Conditt IV, Romero 6 Hỗ trợ: Alvarado 5 |  | Sân vận động Pierre-Mauroy, Lille Số khán giả: 27,021 Trọng tài: Ademir Zurapović (BIH), Takaki Kato (JPN), Martin Vulić (CRO) |

| 28 tháng 7 năm 2024 17:15 | Chi tiết | Serbia                                                          | 84–110 | Hoa Kỳ                                                      |  | Sân vận động Pierre-Mauroy, Lille Số khán giả: 27,328 Trọng tài: Yohan Rosso (FRA), Julio Anaya (PAN), Mārtiņš Kozlovskis (LAT) |
| 28 tháng 7 năm 2024 17:15 | Chi tiết | Điểm mỗi set: 20–25, 29–33, 16–26, 19–26                        |        |                                                             |  | Sân vận động Pierre-Mauroy, Lille Số khán giả: 27,328 Trọng tài: Yohan Rosso (FRA), Julio Anaya (PAN), Mārtiņš Kozlovskis (LAT) |
| 28 tháng 7 năm 2024 17:15 | Chi tiết | Điểm: Jokić 20 Chụp bóng bật bảng: Bogdanović 6 Hỗ trợ: Jokić 8 |        | Điểm: Durant 23 Chụp bóng bật bảng: Davis 8 Hỗ trợ: James 9 |  | Sân vận động Pierre-Mauroy, Lille Số khán giả: 27,328 Trọng tài: Yohan Rosso (FRA), Julio Anaya (PAN), Mārtiņš Kozlovskis (LAT) |

| 31 tháng 7 năm 2024 17:15 | Chi tiết | Puerto Rico                                                         | 66–107 | Serbia                                                         |  | Sân vận động Pierre-Mauroy, Lille Số khán giả: 17,882 Trọng tài: Julio Anaya (PAN), Juan Fernández (ARG), Boris Krejić (SLO) |
| 31 tháng 7 năm 2024 17:15 | Chi tiết | Điểm mỗi set: 12–24, 23–28, 16–27, 15–28                            |        |                                                                |  | Sân vận động Pierre-Mauroy, Lille Số khán giả: 17,882 Trọng tài: Julio Anaya (PAN), Juan Fernández (ARG), Boris Krejić (SLO) |
| 31 tháng 7 năm 2024 17:15 | Chi tiết | Điểm: Ortiz 19 Chụp bóng bật bảng: Ortiz 6 Hỗ trợ: Howard, Waters 3 |        | Điểm: Petrušev 15 Chụp bóng bật bảng: Jokić 15 Hỗ trợ: Jokić 9 |  | Sân vận động Pierre-Mauroy, Lille Số khán giả: 17,882 Trọng tài: Julio Anaya (PAN), Juan Fernández (ARG), Boris Krejić (SLO) |

| 31 tháng 7 năm 2024 21:00 | Chi tiết | Hoa Kỳ                                                                | 103–86 | Nam Sudan                                                    |  | Sân vận động Pierre-Mauroy, Lille Số khán giả: 27,056 Trọng tài: Antonio Conde (ESP), Mārtiņš Kozlovskis (LAT), Takaki Kato (JPN) |
| 31 tháng 7 năm 2024 21:00 | Chi tiết | Điểm mỗi set: 26–14, 29–22, 18–21, 30–29                              |        |                                                              |  | Sân vận động Pierre-Mauroy, Lille Số khán giả: 27,056 Trọng tài: Antonio Conde (ESP), Mārtiņš Kozlovskis (LAT), Takaki Kato (JPN) |
| 31 tháng 7 năm 2024 21:00 | Chi tiết | Điểm: Adebayo 18 Chụp bóng bật bảng: three players 7 Hỗ trợ: Booker 6 |        | Điểm: Omot 24 Chụp bóng bật bảng: Gabriel 10 Hỗ trợ: Jones 7 |  | Sân vận động Pierre-Mauroy, Lille Số khán giả: 27,056 Trọng tài: Antonio Conde (ESP), Mārtiņš Kozlovskis (LAT), Takaki Kato (JPN) |

| 3 tháng 8 năm 2024 17:15 | Chi tiết | Puerto Rico                                                          | 83–104 | Hoa Kỳ                                                        |  | Sân vận động Pierre-Mauroy, Lille Số khán giả: 27,244 Trọng tài: Julio Anaya (PAN), Gatis Saliņš (LAT), Martin Vulić (CRO) |
| 3 tháng 8 năm 2024 17:15 | Chi tiết | Điểm mỗi set: 29–25, 16–39, 14–23, 24–17                             |        |                                                               |  | Sân vận động Pierre-Mauroy, Lille Số khán giả: 27,244 Trọng tài: Julio Anaya (PAN), Gatis Saliņš (LAT), Martin Vulić (CRO) |
| 3 tháng 8 năm 2024 17:15 | Chi tiết | Điểm: Alvarado 18 Chụp bóng bật bảng: Romero 10 Hỗ trợ: Conditt IV 5 |        | Điểm: Edwards 26 Chụp bóng bật bảng: Tatum 10 Hỗ trợ: James 8 |  | Sân vận động Pierre-Mauroy, Lille Số khán giả: 27,244 Trọng tài: Julio Anaya (PAN), Gatis Saliņš (LAT), Martin Vulić (CRO) |

| 3 tháng 8 năm 2024 21:00 | Chi tiết | Serbia                                                                | 96–85 | Nam Sudan                                                             |  | Sân vận động Pierre-Mauroy, Lille Số khán giả: 20,916 Trọng tài: Ademir Zurapović (BIH), Yohan Rosso (FRA), Juan Fernández (ARG) |
| 3 tháng 8 năm 2024 21:00 | Chi tiết | Điểm mỗi set: 23–22, 24–22, 25–23, 24–18                              |       |                                                                       |  | Sân vận động Pierre-Mauroy, Lille Số khán giả: 20,916 Trọng tài: Ademir Zurapović (BIH), Yohan Rosso (FRA), Juan Fernández (ARG) |
| 3 tháng 8 năm 2024 21:00 | Chi tiết | Điểm: Bogdanović 30 Chụp bóng bật bảng: Jokić 13 Hỗ trợ: Bogdanović 8 |       | Điểm: Jones, Shayok 17 Chụp bóng bật bảng: Gabriel 8 Hỗ trợ: Jones 10 |  | Sân vận động Pierre-Mauroy, Lille Số khán giả: 20,916 Trọng tài: Ademir Zurapović (BIH), Yohan Rosso (FRA), Juan Fernández (ARG) |

### Bảng xếp hạng các đội đứng hạng ba
| VT | Bg | Đội       | ST | T | B | ĐT  | ĐB  | HS  | Đ | Giành quyền tham dự |
| -- | -- | --------- | -- | - | - | --- | --- | --- | - | ------------------- |
| 1  | B  | Brasil    | 3  | 1 | 2 | 241 | 248 | −7  | 4 | Tứ kết              |
| 2  | A  | Hy Lạp    | 3  | 1 | 2 | 233 | 241 | −8  | 4 | Tứ kết              |
| 3  | C  | Nam Sudan | 3  | 1 | 2 | 261 | 278 | −17 | 4 |                     |

## Vòng đấu loại trực tiếp

### Xếp hạng
| VT | Đội    | ST | T | B | ĐT  | ĐB  | HS  | Đ | Giành quyền tham dự               |
| -- | ------ | -- | - | - | --- | --- | --- | - | --------------------------------- |
| 1  | Hoa Kỳ | 3  | 3 | 0 | 317 | 253 | +64 | 6 | Hạt giống (Nhóm D)                |
| 2  | Đức    | 3  | 3 | 0 | 268 | 221 | +47 | 6 | Hạt giống (Nhóm D)                |
|    |        |    |   |   |     |     |     |   |                                   |
| 3  | Canada | 3  | 3 | 0 | 267 | 247 | +20 | 6 | Hạt giống (Nhóm E)                |
| 4  | Serbia | 3  | 2 | 1 | 287 | 261 | +26 | 5 | Hạt giống (Nhóm E)                |
|    |        |    |   |   |     |     |     |   |                                   |
| 5  | Pháp   | 3  | 2 | 1 | 243 | 241 | +2  | 5 | Không được xếp hạt giống (Nhóm F) |
| 6  | Úc     | 3  | 1 | 2 | 246 | 250 | −4  | 4 | Không được xếp hạt giống (Nhóm F) |
|    |        |    |   |   |     |     |     |   |                                   |
| 7  | Brasil | 3  | 1 | 2 | 241 | 248 | −7  | 4 | Không được xếp hạt giống (Nhóm G) |
| 8  | Hy Lạp | 3  | 1 | 2 | 233 | 241 | −8  | 4 | Không được xếp hạt giống (Nhóm G) |

### Sơ đồ
|  | Tứ kết      | Tứ kết    |            |    | Bán kết               | Bán kết               |  |  | Tranh huy chương vàng | Tranh huy chương vàng |
|  |             |           |            |    |                       |                       |  |  |                       |                       |
|  | 6 tháng 8   |           |            |    |                       |                       |  |  |                       |                       |
|  |             |           |            |    |                       |                       |  |  |                       |                       |
|  | Pháp        | 82        |            |    |                       |                       |  |  |                       |                       |
|  | Pháp        | 82        | 8 tháng 8  |    |                       |                       |  |  |                       |                       |
|  | Canada      | 73        |            |    |                       |                       |  |  |                       |                       |
|  | Canada      | 73        | Pháp       | 73 |                       |                       |  |  |                       |                       |
|  | 6 tháng 8   |           | Pháp       | 73 |                       |                       |  |  |                       |                       |
|  |             | Đức       | 69         |    |                       |                       |  |  |                       |                       |
|  | Đức         | Đức       | 69         | 76 |                       |                       |  |  |                       |                       |
|  | Đức         |           | 10 tháng 8 | 76 |                       |                       |  |  |                       |                       |
|  | Hy Lạp      | 63        |            |    |                       |                       |  |  |                       |                       |
|  | Hy Lạp      | 63        | Pháp       | 87 |                       |                       |  |  |                       |                       |
|  | 6 tháng 8   |           | Pháp       | 87 |                       |                       |  |  |                       |                       |
|  |             | Hoa Kỳ    | 98         |    |                       |                       |  |  |                       |                       |
|  | Brasil      | Hoa Kỳ    | 98         | 87 |                       |                       |  |  |                       |                       |
|  | Brasil      | 8 tháng 8 |            | 87 |                       |                       |  |  |                       |                       |
|  | Hoa Kỳ      | 122       |            |    |                       |                       |  |  |                       |                       |
|  | Hoa Kỳ      | 122       | Hoa Kỳ     | 95 |                       |                       |  |  |                       |                       |
|  | 6 tháng 8   |           | Hoa Kỳ     | 95 |                       |                       |  |  |                       |                       |
|  |             | Serbia    | 91         |    | Tranh huy chương đồng | Tranh huy chương đồng |  |  |                       |                       |
|  | Serbia (HP) | Serbia    | 91         | 95 | Tranh huy chương đồng | Tranh huy chương đồng |  |  |                       |                       |
|  | Serbia (HP) |           | 10 tháng 8 | 95 |                       |                       |  |  |                       |                       |
|  | Úc          | 90        |            |    |                       |                       |  |  |                       |                       |
|  | Úc          | 90        | Đức        | 83 |                       |                       |  |  |                       |                       |
|  |             |           |            |    |                       |                       |  |  |                       |                       |
|  | Serbia      | 93        |            |    |                       |                       |  |  |                       |                       |
|  | Serbia      | 93        |            |    |                       |                       |  |  |                       |                       |

### Tứ kết
| 6 tháng 8 năm 2024 11:00 | Chi tiết | Đức                                                               | 76–63 | Hy Lạp                                                                            |  | Accor Arena, Paris Số khán giả: 12,288 Trọng tài: Roberto Vázquez (PUR), Mārtiņš Kozlovskis (LAT), Johnny Batista (PUR) |
| 6 tháng 8 năm 2024 11:00 | Chi tiết | Điểm mỗi set: 11–21, 25–15, 23–16, 17–11                          |       |                                                                                   |  | Accor Arena, Paris Số khán giả: 12,288 Trọng tài: Roberto Vázquez (PUR), Mārtiņš Kozlovskis (LAT), Johnny Batista (PUR) |
| 6 tháng 8 năm 2024 11:00 | Chi tiết | Điểm: F. Wagner 18 Chụp bóng bật bảng: Theis 8 Hỗ trợ: Schröder 8 |       | Điểm: Antetokounmpo 22 Chụp bóng bật bảng: Papanikolaou 9 Hỗ trợ: Antetokounmpo 3 |  | Accor Arena, Paris Số khán giả: 12,288 Trọng tài: Roberto Vázquez (PUR), Mārtiņš Kozlovskis (LAT), Johnny Batista (PUR) |

| 6 tháng 8 năm 2024 14:30 | Chi tiết | Serbia                                                      | 95–90 | Úc                                                                  | OT | Accor Arena, Paris Số khán giả: 12,317 Trọng tài: Yohan Rosso (FRA), Julio Anaya (PAN), Wojciech Liszka (POL) |
| 6 tháng 8 năm 2024 14:30 | Chi tiết | Điểm mỗi set: 17–31, 25–23, 25–11, 15–17, OT: 13–8          |       |                                                                     | OT | Accor Arena, Paris Số khán giả: 12,317 Trọng tài: Yohan Rosso (FRA), Julio Anaya (PAN), Wojciech Liszka (POL) |
| 6 tháng 8 năm 2024 14:30 | Chi tiết | Điểm: Jokić 21 Chụp bóng bật bảng: Jokić 14 Hỗ trợ: Jokić 9 |       | Điểm: Mills 26 Chụp bóng bật bảng: Landale, Magnay 6 Hỗ trợ: Exum 5 | OT | Accor Arena, Paris Số khán giả: 12,317 Trọng tài: Yohan Rosso (FRA), Julio Anaya (PAN), Wojciech Liszka (POL) |

| 6 tháng 8 năm 2024 18:00 | Chi tiết | Pháp                                                                     | 82–73 | Canada                                                                                |  | Accor Arena, Paris Số khán giả: 12,258 Trọng tài: Ademir Zurapović (BIH), Omar Bermúdez (MEX), Gatis Saliņš (LAT) |
| 6 tháng 8 năm 2024 18:00 | Chi tiết | Điểm mỗi set: 23–10, 22–19, 16–21, 21–23                                 |       |                                                                                       |  | Accor Arena, Paris Số khán giả: 12,258 Trọng tài: Ademir Zurapović (BIH), Omar Bermúdez (MEX), Gatis Saliņš (LAT) |
| 6 tháng 8 năm 2024 18:00 | Chi tiết | Điểm: Yabusele 22 Chụp bóng bật bảng: Wembanyama 12 Hỗ trợ: Wembanyama 5 |       | Điểm: Gilgeous-Alexander 27 Chụp bóng bật bảng: Powell 9 Hỗ trợ: Gilgeous-Alexander 4 |  | Accor Arena, Paris Số khán giả: 12,258 Trọng tài: Ademir Zurapović (BIH), Omar Bermúdez (MEX), Gatis Saliņš (LAT) |

| 6 tháng 8 năm 2024 21:30 | Chi tiết | Brasil                                                            | 87–122 | Hoa Kỳ                                                      |  | Accor Arena, Paris Số khán giả: 12,364 Trọng tài: Antonio Conde (ESP), Luis Castillo (ESP), Yevgeniy Mikheyev (KAZ) |
| 6 tháng 8 năm 2024 21:30 | Chi tiết | Điểm mỗi set: 21–33, 15–30, 35–31, 16–28                          |        |                                                             |  | Accor Arena, Paris Số khán giả: 12,364 Trọng tài: Antonio Conde (ESP), Luis Castillo (ESP), Yevgeniy Mikheyev (KAZ) |
| 6 tháng 8 năm 2024 21:30 | Chi tiết | Điểm: Caboclo 30 Chụp bóng bật bảng: Georginho 8 Hỗ trợ: Meindl 7 |        | Điểm: Booker 18 Chụp bóng bật bảng: Davis 8 Hỗ trợ: James 9 |  | Accor Arena, Paris Số khán giả: 12,364 Trọng tài: Antonio Conde (ESP), Luis Castillo (ESP), Yevgeniy Mikheyev (KAZ) |

### Bán kết
| 8 tháng 8 năm 2024 17:30 | Chi tiểt | Pháp                                                                       | 73–69 | Đức                                                            |  | Accor Arena, Paris Số khán giả: 12,454 Trọng tài: Antonio Conde (ESP), Boris Krejić (SLO), Wojciech Liszka (POL) |
| 8 tháng 8 năm 2024 17:30 | Chi tiểt | Điểm mỗi set: 18–25, 15–8, 23–17, 17–19                                    |       |                                                                |  | Accor Arena, Paris Số khán giả: 12,454 Trọng tài: Antonio Conde (ESP), Boris Krejić (SLO), Wojciech Liszka (POL) |
| 8 tháng 8 năm 2024 17:30 | Chi tiểt | Điểm: Yabusele 17 Chụp bóng bật bảng: three players 7 Hỗ trợ: Wembanyama 4 |       | Điểm: Schröder 18 Chụp bóng bật bảng: Theis 11 Hỗ trợ: Theis 6 |  | Accor Arena, Paris Số khán giả: 12,454 Trọng tài: Antonio Conde (ESP), Boris Krejić (SLO), Wojciech Liszka (POL) |

| 8 tháng 8 năm 2024 21:00 | Chi tiểt | Hoa Kỳ                                                       | 95–91 | Serbia                                                                   |  | Accor Arena, Paris Số khán giả: 12,213 Trọng tài: Ademir Zurapović (BIH), Julio Anaya (PAN), Mārtiņš Kozlovskis (LAT) |
| 8 tháng 8 năm 2024 21:00 | Chi tiểt | Điểm mỗi set: 23–31, 20–23, 20–22, 32–15                     |       |                                                                          |  | Accor Arena, Paris Số khán giả: 12,213 Trọng tài: Ademir Zurapović (BIH), Julio Anaya (PAN), Mārtiņš Kozlovskis (LAT) |
| 8 tháng 8 năm 2024 21:00 | Chi tiểt | Điểm: Curry 36 Chụp bóng bật bảng: James 12 Hỗ trợ: James 10 |       | Điểm: Bogdanović 20 Chụp bóng bật bảng: three players 5 Hỗ trợ: Jokić 11 |  | Accor Arena, Paris Số khán giả: 12,213 Trọng tài: Ademir Zurapović (BIH), Julio Anaya (PAN), Mārtiņš Kozlovskis (LAT) |

### Trận tranh huy chương đồng
| 10 tháng 8 năm 2024 11:00 | Chi tiết | Đức                                                                                | 83–93 | Serbia                                                              |  | Accor Arena, Paris Số khán giả: 12,406 Trọng tài: Matthew Kallio (CAN), Yohan Rosso (FRA), Johnny Batista (PUR) |
| 10 tháng 8 năm 2024 11:00 | Chi tiết | Điểm mỗi set: 21–30, 17–16, 25–26, 20–21                                           |       |                                                                     |  | Accor Arena, Paris Số khán giả: 12,406 Trọng tài: Matthew Kallio (CAN), Yohan Rosso (FRA), Johnny Batista (PUR) |
| 10 tháng 8 năm 2024 11:00 | Chi tiết | Điểm: F. Wagner 18 Chụp bóng bật bảng: F. Wagner 9 Hỗ trợ: Schröder, Weiler-Babb 6 |       | Điểm: Jokić, Micić 19 Chụp bóng bật bảng: Jokić 12 Hỗ trợ: Jokić 11 |  | Accor Arena, Paris Số khán giả: 12,406 Trọng tài: Matthew Kallio (CAN), Yohan Rosso (FRA), Johnny Batista (PUR) |

### Trận tranh huy chương vàng
| 10 tháng 8 năm 2024 21:30 | Chi tiết | Pháp                                                            | 87–98 | Hoa Kỳ                                                      |  | Accor Arena, Paris Số khán giả: 12,121 Trọng tài: Antonio Conde (ESP), Julio Anaya (PAN), Wojciech Liszka (POL) |
| 10 tháng 8 năm 2024 21:30 | Chi tiết | Điểm mỗi set: 15–20, 26–29, 25–23, 21–26                        |       |                                                             |  | Accor Arena, Paris Số khán giả: 12,121 Trọng tài: Antonio Conde (ESP), Julio Anaya (PAN), Wojciech Liszka (POL) |
| 10 tháng 8 năm 2024 21:30 | Chi tiết | Điểm: Wembanyama 26 Chụp bóng bật bảng: Batum 8 Hỗ trợ: Batum 4 |       | Điểm: Curry 24 Chụp bóng bật bảng: Davis 9 Hỗ trợ: James 10 |  | Accor Arena, Paris Số khán giả: 12,121 Trọng tài: Antonio Conde (ESP), Julio Anaya (PAN), Wojciech Liszka (POL) |

| Pháp | Hoa Kỳ |

| PG               | 1  | Frank Ntilikina    |
| SF               | 5  | Nicolas Batum      |
| PF               | 7  | Guerschon Yabusele |
| G                | 8  | Isaïa Cordinier    |
| C                | 32 | Victor Wembanyama  |
| SG               | 10 | Evan Fournier      |
| G                | 12 | Nando de Colo      |
| C                | 27 | Rudy Gobert        |
| SF               | 99 | Bilal Coulibaly    |
| C                | 26 | Mathias Lessort    |
| Huấn luyện viên: |    |                    |
| Vincent Collet   |    |                    |

| PG               | 4  | Stephen Curry (c) |
| SF               | 6  | LeBron James      |
| PF               | 7  | Kevin Durant      |
| C                | 11 | Joel Embiid       |
| SG               | 15 | Devin Booker      |
| SG               | 5  | Anthony Edwards   |
| SF               | 10 | Jayson Tatum      |
| PG               | 12 | Jrue Holiday      |
| C                | 13 | Bam Adebayo       |
| PF               | 14 | Anthony Davis     |
| Huấn luyện viên: |    |                   |
| Steve Kerr       |    |                   |

| PG               | 1  | Frank Ntilikina    |
| SF               | 5  | Nicolas Batum      |
| PF               | 7  | Guerschon Yabusele |
| G                | 8  | Isaïa Cordinier    |
| C                | 32 | Victor Wembanyama  |
| SG               | 10 | Evan Fournier      |
| G                | 12 | Nando de Colo      |
| C                | 27 | Rudy Gobert        |
| SF               | 99 | Bilal Coulibaly    |
| C                | 26 | Mathias Lessort    |
| Huấn luyện viên: |    |                    |
| Vincent Collet   |    |                    |

| PG               | 4  | Stephen Curry (c) |
| SF               | 6  | LeBron James      |
| PF               | 7  | Kevin Durant      |
| C                | 11 | Joel Embiid       |
| SG               | 15 | Devin Booker      |
| SG               | 5  | Anthony Edwards   |
| SF               | 10 | Jayson Tatum      |
| PG               | 12 | Jrue Holiday      |
| C                | 13 | Bam Adebayo       |
| PF               | 14 | Anthony Davis     |
| Huấn luyện viên: |    |                   |
| Steve Kerr       |    |                   |

## Thống kê và giải thưởng

#### Cầu thủ
Nguồn:
| Cầu thủ                 | Số điểm trên một trận |
| ----------------------- | --------------------- |
| Giannis Antetokounmpo   | 25.8                  |
| Shai Gilgeous-Alexander | 21.0                  |
| Yuki Kawamura           | 20.3                  |
| RJ Barrett              | 19.8                  |
| Nikola Jokić            | 18.8                  |

| Cầu thủ           | Số pha chụp bóng bật bảng trên một trận |
| ----------------- | --------------------------------------- |
| Nikola Jokić      | 10.7                                    |
| Josh Hawkinson    | 9.7                                     |
| Victor Wembanyama | 9.7                                     |
| Santi Aldama      | 9.3                                     |
| Wenyen Gabriel    | 9.0                                     |

| Cầu thủ         | Số pha kiến tạo trên một trận |
| --------------- | ----------------------------- |
| Nikola Jokić    | 8.7                           |
| LeBron James    | 8.5                           |
| Yuki Kawamura   | 7.7                           |
| Carlik Jones    | 7.7                           |
| Dennis Schröder | 7.5                           |

| Cầu thủ           | Số pha chặn bóng trên một trận |
| ----------------- | ------------------------------ |
| Wenyen Gabriel    | 2.0                            |
| Santi Aldama      | 1.7                            |
| Yuta Watanabe     | 1.7                            |
| Victor Wembanyama | 1.7                            |
| Anthony Davis     | 1.5                            |

| Cầu thủ           | Số pha cướp bóng trên một trận |
| ----------------- | ------------------------------ |
| Franz Wagner      | 2.0                            |
| Victor Wembanyama | 2.0                            |
| Nuni Omot         | 2.0                            |
| Nikola Jokić      | 2.0                            |
| Bul Kuol          | 1.7                            |
| Aleksa Avramović  | 1.7                            |

| Cầu thủ               | Hiệu suất trên một trận |
| --------------------- | ----------------------- |
| Nikola Jokić          | 31                      |
| Giannis Antetokounmpo | 26.5                    |
| Josh Hawkinson        | 24.7                    |
| LeBron James          | 23.5                    |
| Santi Aldama          | 22.7                    |

#### Đội tuyển
Nguồn:
| Đội tuyển | Số điểm trên một trận |
| --------- | --------------------- |
| Hoa Kỳ    | 105.3                 |
| Serbia    | 94.3                  |
| Nam Sudan | 87.0                  |
| Canada    | 85.0                  |
| Úc        | 84.0                  |

| Đội tuyển | Số pha chụp bóng bật bảng trên một trận |
| --------- | --------------------------------------- |
| Nam Sudan | 42.7                                    |
| Úc        | 40.3                                    |
| Hoa Kỳ    | 39.8                                    |
| Serbia    | 38.8                                    |
| Nhật Bản  | 38.0                                    |

| Đội tuyển   | Số pha kiến tạo trên một trận |
| ----------- | ----------------------------- |
| Hoa Kỳ      | 28.0                          |
| Serbia      | 24.2                          |
| Tây Ban Nha | 21.3                          |
| Brasil      | 20.8                          |
| Úc          | 19.8                          |
| Pháp        | 19.8                          |

| Đội tuyển   | Số pha chặn bóng trên một trận |
| ----------- | ------------------------------ |
| Hoa Kỳ      | 5.2                            |
| Pháp        | 4.8                            |
| Nhật Bản    | 4.3                            |
| Nam Sudan   | 3.3                            |
| Tây Ban Nha | 3.3                            |

| Đội tuyển   | Số pha cướp bóng trên một trận |
| ----------- | ------------------------------ |
| Nam Sudan   | 9.3                            |
| Hoa Kỳ      | 9.3                            |
| Serbia      | 8.7                            |
| Puerto Rico | 8.7                            |
| Brasil      | 8.0                            |

| Đội tuyển | Hiệu suất trên một trận |
| --------- | ----------------------- |
| Hoa Kỳ    | 137.8                   |
| Serbia    | 114.5                   |
| Đức       | 97.7                    |
| Nam Sudan | 97.0                    |
| Pháp      | 92.7                    |

### Giải thưởng
Giải thưởng được FIBA công bố vào ngày 10 tháng 8 năm 2024, sau khi giải đấu kết thúc.
| FIBA All-Star Five                                | FIBA All-Star Five                                    | FIBA All-Star Five                                    |
| Hậu vệ                                            | Tiền phong                                            | Trung phong                                           |
| ------------------------------------------------- | ----------------------------------------------------- | ----------------------------------------------------- |
| Stephen Curry Dennis Schröder                     | LeBron James                                          | Nikola Jokić Victor Wembanyama                        |
| FIBA All-Second Team                              |                                                       |                                                       |
| Hậu vệ                                            | Tiền phong                                            | Tiền phong                                            |
| Bogdan Bogdanović Shai Gilgeous-Alexander         | Giannis Antetokounmpo Franz Wagner Guerschon Yabusele | Giannis Antetokounmpo Franz Wagner Guerschon Yabusele |
| MVP: LeBron James                                 |                                                       |                                                       |
| Ngôi sao đang lên: Victor Wembanyama              |                                                       |                                                       |
| Cầu thủ phòng ngự xuất sắc nhất: Aleksa Avramović |                                                       |                                                       |
| Huấn luyện viên xuất sắc nhất: Vincent Collet     |                                                       |                                                       |

| Nhà vô địch bóng rổ Thế vận hội 2024 |
| ------------------------------------ |
| · Hoa Kỳ · Lần thứ 17                |

## Bảng xếp hạng cuối cùng
| VT | Đội         | ST | T | B |
| -- | ----------- | -- | - | - |
| 1  | Hoa Kỳ      | 6  | 6 | 0 |
| 2  | Pháp        | 6  | 4 | 2 |
| 3  | Serbia      | 6  | 4 | 2 |
| 4  | Đức         | 6  | 4 | 2 |
| 5  | Canada      | 4  | 3 | 1 |
| 6  | Úc          | 4  | 1 | 3 |
| 7  | Brasil      | 4  | 1 | 3 |
| 8  | Hy Lạp      | 4  | 1 | 3 |
| 9  | Nam Sudan   | 3  | 1 | 2 |
| 10 | Tây Ban Nha | 3  | 1 | 2 |
| 11 | Nhật Bản    | 3  | 0 | 3 |
| 12 | Puerto Rico | 3  | 0 | 3 |